# Mike Di Nunno
Mike Di Nunno, también conocido como Di Nunno (Maywood (Illinois), Estados Unidos, 29 de enero de 1990) es un baloncestista profesional estadounidense con pasaporte italiano. Se desempeña en la posición de base y actualmente juega en el KR Reykjavík de la Domino's deildin de Islandia.

## Trayectoria
Mike Di Nunno es jugador que realizó su formación universitaria en Northern Illinois Huskies (2009-2011) y Eastern Kentucky Colonels (2011-2013). En su último año universitario en la NCAA disputó 34 partidos, promediando en 35 minutos 14.8 puntos y 4.4 asistencias con un acierto del 48.3% en T2, 38.7% en T3 y 84.7% en tiros libres. 
Tras acabar su período universitario en 2013, se convertiría en un ‘trotamundos’ del baloncesto, habiendo estado enrolado en diferentes equipos de ligas europeas (Bulgaria, Reino Unido, Islandia, Italia y Grecia) teniendo números destacados en cada uno de los conjuntos en los que ha competido.
En julio de 2019 se convierte en nuevo director de juego para Leyma Coruña de la LEB Oro para disputar la temporada 2019-20.
En enero de 2020 regresa al KR Reykjavík pero una lesión le mantiene apartado de las canchas durante esa temporada.

## Clubes
- BC Beroe (2013-2014)
- Basket Nord Barese (2014)
- Cheshire Phoenix (2014-2015)
- Iraklis BC (2015-2016)
- Cheshire Phoenix (2017)
- BC Beroe (2017-2018)
- KR Reykjavík (2019)
- Club Basquet Coruña (2019-2020)
- KR Reykjavík (2020-actualidad)